# UCSD Pascal
UCSD Pascal — диалект языка программирования Паскаль.
Во второй половине 1970-х годов в Университете Сан-Диего (Калифорния, США) была разработана система UCSD p-System, которая включала в себя компилятор с языка Паскаль в переносимый p-код (сама идея компиляции в p-код была заимствована из более ранней системы Pascal-P). Первой получившей распространение за пределами университета версией была версия I.3, выпущенная в августе 1977 года.

## Особенности языка
В UCSD Pascal было впервые для языка Паскаль реализовано несколько важных расширений, таких как модули, являющиеся единицами компиляции, а также строки символов переменной длины. Кроме того, поддерживались распространённые к тому времени расширения стандарта языка Паскаль, такие как директивы трансляции в псевдокомментариях, указание фактического имени файла при его открытии, обработка ошибок ввода-вывода, необязательность перечисления файлов в заголовке программы и т. п. Впоследствии основные коммерческие реализации языка Паскаль основывались на этой модификации Паскаля, прежде всего Object Pascal фирмы Apple и Turbo Pascal фирмы Borland.
Максимальная длина строки символов в UCSD Pascal, как и в более поздних диалектах 1980-х годов, составляла 255 символов, но по умолчанию в UCSD Pascal использовалась длина 80 символов.
Поддерживались нетипизированные файлы и соответствующие процедуры blockread и blockwrite.
Избыточно ресурсоёмкое на тогдашних аппаратных средствах управление памятью в куче при помощи процедур new и dispose в UCSD Pascal было заменено на более эффективное, но менее удобное и провоцирующее ошибки стековое управление динамической памятью (процедура dispose была пустой, текущий указатель стека динамических переменных запоминался при помощи процедуры mark и восстанавливался при помощи процедуры release, освобождая всю память, выделенную после соответствующего вызова mark).
Аналогично строковому типу string [n], поддерживался двоично-десятичный тип данных integer [n] с заданным количеством десятичных цифр.
Интересной особенностью диалекта UCSD Pascal был действовавший по умолчанию запрет на использование оператора goto (если не был указан специальный режим трансляции {$G+}, то оператор goto считался ошибкой).

## Модули
В обзорных статьях иногда встречается утверждение, что концепция модулей в UCSD Pascal была взята из проекта языка Ада. Но разработчик UCSD Pascal Кеннет Боулз пишет, что напротив, модули в UCSD Pascal послужили прообразом аналогичного механизма пакетов в Аде, начало разработки которой было положено в 1977 году.

## Реализации
Широкое распространение в конце 1970-х — начале 1980-х годов получила реализация UCSD Pascal II.1 на компьютере Apple II с процессором 6502, распространявшаяся по лицензии фирмой Apple Computer под торговой маркой Apple Pascal и с собственной нумерацией версий 1.0-1.3 (но среди пользователей более упоминаемая всё же как UCSD Pascal). В этой реализации были доступны дополнительные модули AppleStuff с различными системными вызовами (работа с клавиатурой, звуком и т. д.) и TurtleGraphics с пакетом черепашьей графики[чем?]. В Болгарии была произведена локализация Apple Pascal для компьютера Правец-82, данный продукт применялся в болгарской образовательной программе, использовавшейся также в СССР в 1980-х годах.
Последняя коммерческая версия компилятора UCSD Pascal распространялась фирмой Cabot Software под названием P-Code Pascal вплоть до 2001 года и имела реализации для платформ Windows, MS DOS, Macintosh, OS/2, RS/6000, Power PC, ARM, SCO UNIX, Interactive UNIX, Linux, DEC VAX, AIX, Hitachi SH. P-Code Pascal включал средства многозадачности и объектно-ориентированного программирования.